# Jari Lindström
Jari Lindström, född 28 juni 1965 i Kuusankoski, är en finländsk politiker (sannfinländare, därefter Blå framtid). Han var Finlands arbets- och justitieminister 2015-2017, arbetsminister 2017-2019 (medan Antti Häkkänen fick ta över portföljen som justitieminister) och ledamot av Finlands riksdag sedan 2011.
Jari Lindström var tidigare vice förtroendeman i pappersarbetarnas fackförbund. Han kommer från Kuusankoski i södra Finland, och arbetade i många år för skogsbolaget UPM, som bland annat ägde pappersfabriken Voikkaa i hans hemort. Fabriken lades ned år 2006.
Lindström omvaldes i riksdagen i riksdagsvalet 2015 med 9 966 röster från Sydöstra Finlands valkrets.

## Utmärkelser
- Krigsinvalidernas förtjänstkors,  27 april 2016[5]
- Kommendörstecknet av Finlands Vita Ros’ orden,  6 december 2018[6]

[Redigera Wikidata]